# رايموند غايتا
رايموند غايتا (بالإنجليزية: Raimond Gaita)‏ هو فيلسوف وكاتب أسترالي ولد في دورتموند في ألمانيا سنة 1946 لأب روماني رامولوس غايتا(romulus gaita) وأم ألمانية، أستاذ الفلسفة في جامعة أستراليا الكاثوليكية وأستاذ في الأخلاقيات (فلسفة الاخلاق )في جامعة الملك في لندن, مستشار في معهد الحقوق في كلية الحقوق في ملبورن (بالإنجليزية: Melbourne Law School)‏ وفي كلية الفنون في (جامعة ملبورن في أستراليا وعضو في الأكاديمية الأسترالية للعلوم الإنسانية (بالإنجليزية: Australian Academy of the Humanties)‏.

## حياته
ولد في دورتموند في ألمانيا سنة 1946 لاب روماني (رامولوس غايتا Romulus Gaiţă ) وام ألمانية ( كريستين انا دور
Christine Anna Dörr ).
عادت عائلته إلى أستراليا سنة 1950 حيث اتم نشاته، درس في مدرسة (St. Patrick's College, Ballarat ) في مدينة فيكتوريا في أستراليا، وفي ثانوية ملبورن ‏(فكتوريا)و ثم في جامعة ملبورن ثم جامعة ليدز في مدينة ليدز في انجلترا.
كتب قصة( رامولوس أبي) (Romulus, My Father) وهي قصة حقيقية تروي حياته وعائلته في طفولته، هذه القصة التي فازت بعدة جوائز وتم تحويلها إلى فيلم سينمائي فاز بدوره بعدة جوائز، هذا الفلم من بطولة ايريك بانا (إريك بانا) في دور رامولوس الأب، وفرانكا بوتنت(فرانكا بوتينت ) في دور كريستين الام، إضافة إلى الطفل [[كودي سميت-ماكفي|كودي سميث مكفي]] (Kodi Smit-McPhee ) في دور رايموند الابن.